# Peter Caruana
Peter Richard Caruana (Gibraltar, 15 d'octubre de 1956) és un polític i advocat gibraltareny, líder del partit socialdemòcrata Gibraltar Social Democrats i exministre en cap de Gibraltar des de 1996 fins al 2011.

## Biografia
Peter Caruana, d'ascendència maltesa i italiana, va néixer a Gibraltar el 1956. Va estudiar a Gibraltar, Leicestershire i a la Universitat de Londres i exercí de procurador dels tribunals com a soci de la firma Triay & Triay. Té sis fills, anomenats Michael, Georgina, Nicola, Philippa, Patrick, Timothy i James.
El 1990 va esdevenir membre del partit Gibraltar Social Democrats. Un any més tard, va ser nomenat líder del partit i al maig de 1991 va ser escollit al Parlament de Gibraltar.
A les eleccions del gener de 1992, va liderar el seu partit aconseguint set diputats al Parlament, esdevenint l'oposició oficial. A les eleccions del maig de 1996, el partit va aconseguir la victòria, i Caruana va ser nomenat Ministre en Cap de Gibraltar.
El partit Gibraltar Social Democrats té una ferma posició contra la possibilitat que Gibraltar passi a estar sota sobirania espanyola, però malgrat això és a favor del diàleg. Com a Ministre en Cap, ha rebutjat consistentment a mantenir reunions bilaterals entre el Regne Unit i Espanya com a part de la delegació britànica, argumentant que els interessos dels gibraltarenys no estaven protegits, i que no volia donar cap mena de legitimitat a unes reunions sobre les quals Gibraltar no tenia cap control.
Al novembre del 2002 va convocar un referèndum sobre la proposta d'una sobirania compartida entre ambdós estats, amb el resultat d'una objecció del 98% dels votants.
Al desembre del 2004 va acceptar mantenir reunions trilaterals en igualtat de condicions que el Regne Unit i Espanya. Aquestes reunions van donar lloc a l'acord de Còrdova on es milloren les comunicacions entre Gibraltar i Espanya amb vols directes des de Madrid, i on Espanya reconeix el codi telefònic internacional de Gibraltar, finalitzant així una llarga disputa.
A les eleccions de novembre del 2007, va tornar a ser escollit Ministre en Cap per quart cop. Sota el seu lideratge, el partit socialdemòcrata va perdre les eleccions de desembre del 2011 a favor del partit laborista.